# ديربون
ديربون، (بالكردية: دێره‌بوون)‏ هي قرية في محافظة دهوك في إقليم كردستان العراق. تقع بالقرب من ملتقى الحدود العراقية السورية التركية في قضاء زاخو. توجد في القرية كنيسة قلب يسوع الأقدس الكلدانية الكاثوليكية، والتي بنيت عام 1934-1937، ورممت في عام 2005-2007.

## أصل التسمية
اسم القرية مشتق من "دير" باللغة السريانية و"أبونا" وهو "الأب" باللغة السريانية، وبالتالي تُترجم إلى "دير الأب".